# Gibraltar Chronicle

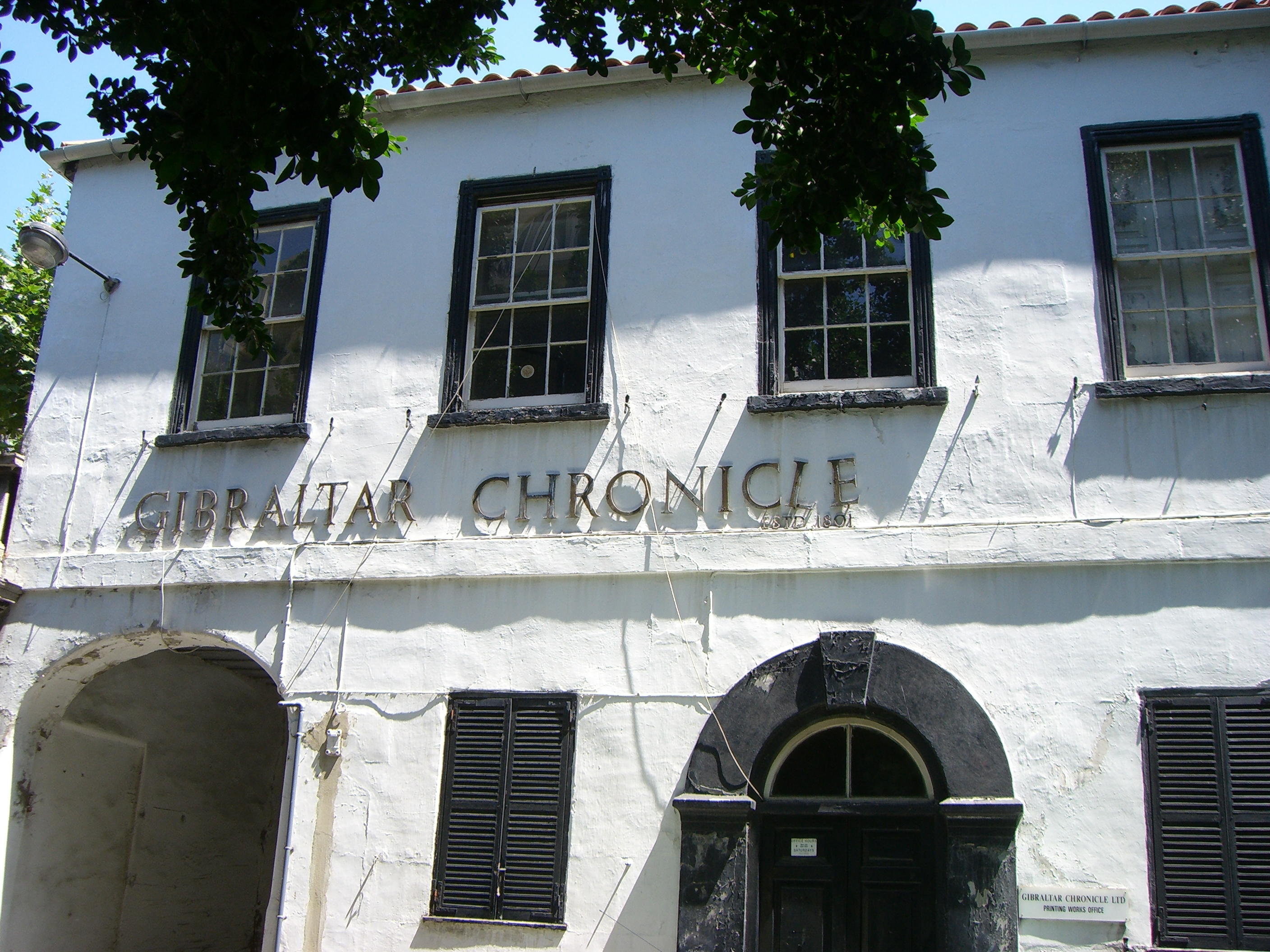
Geschäftsstelle des Gibraltar Chronicle

Die Zeitung Gibraltar Chronicle wird seit 1801 in Gibraltar herausgegeben und erscheint seit 1821 als Tageszeitung. Sie ist Gibraltars älteste Tageszeitung und weltweit die zweitälteste ununterbrochen in englischer Sprache veröffentlichte Zeitung.

## Geschichte
Das Entstehen des Gibraltar Chronicle steht in engem Zusammenhang mit der Garnison. Anfangs wurden Gefallenenlisten auf einem schwarzen Brett der Garnisonsbibliothek angeschlagen. Am 4. Mai 1801 wurde ein Bulletin mit der Schlagzeile „Continuation of the INTELLIGENCE FROM EGYPT received by His Majesty’s ship Flora in three weeks from Alexandria“ gedruckt. Der Bericht hatte vier Seiten, drei davon in Englisch und Französisch. Auf der vierten Seite gab es einen Artikel über Nelsons Sieg bei der Seeschlacht von Kopenhagen und eine Liste der Offiziere, die seit der Landung in Ägypten gefallen waren. Die zweite Ausgabe erschien am 8. Mai 1801. Der erste Redakteur war ein Franzose namens Charles Bouisson, der sich 1794 in Gibraltar niedergelassen hatte.

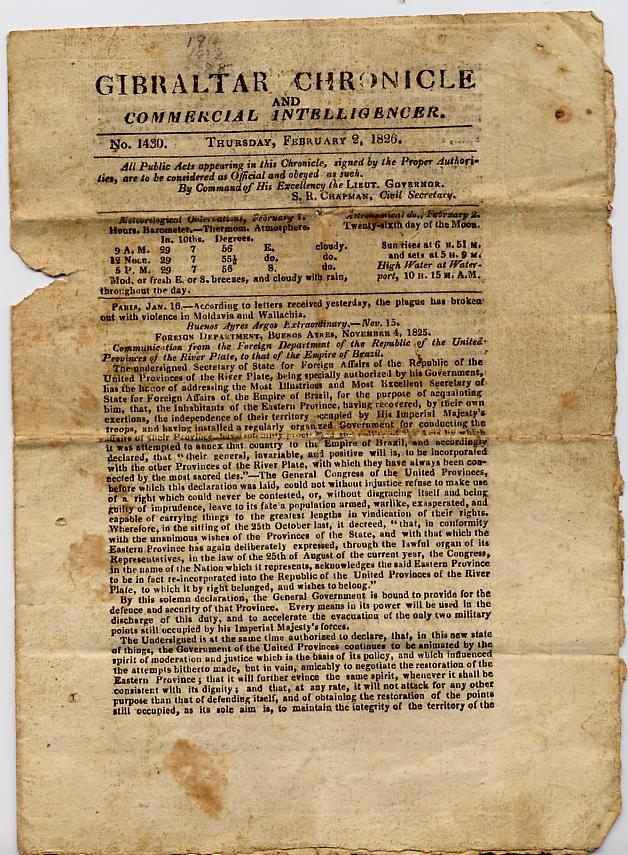
Ausgabe der Gibraltar Chronicle vom 2. Februar 1826

Die letzte Ausgabe des Gibraltar Chronicle, die noch mit römischen Zahlen nummeriert war, trug am 22. September 1804 die Nummer CLX (160). Die Veröffentlichung wurde dann für fünf Monate wegen der Gelbfieber-Epidemie eingestellt, bis am 23. März 1805 die Nummer 161 erschien und danach wöchentlich eine Ausgabe mit arabischen Zahlen herausgegeben wurde.
Die ersten 160 Nummern enthielten wörtliche Auszüge aus der The London Gazette und (im Original oder als Übersetzung) aus offiziellen spanischen, französischen und russischen Verlautbarungen sowie weiterhin Gerichtsbeschlüsse, Parlamentsdebatten und Proklamationen, Militär- und Marine-Depeschen, lokale Vorschriften, Wechselkurse und Berichte aus ausländischen Zeitungen. Sie enthielten nur wenige Briefe, Anzeigen oder Details von gesellschaftlichen Anlässen außer denjenigen, die mit dem königlichen Hof und den Aktivitäten der Mitglieder der Garnison in Verbindung standen. Daher hatte in diesen Tagen der Gibraltar Chronicle wenig oder gar keine lokalen Inhalte. Die Zeitung wurde zu einem Preis von 1½ Realen verkauft und die Leserschaft bestand größtenteils aus Beamten.
Der Gibraltar Chronicle behielt seinen militärischen Charakter bis weit ins zwanzigste Jahrhundert hinein bei. Er wird derzeit von einem unabhängigen lokalen Trust herausgegeben.

## Bericht über die Schlacht von Trafalgar
Der Gibraltar Chronicle veröffentlichte den Bericht über den Sieg bei Trafalgar vom 21. Oktober 1805 zwei Wochen vor den Londoner Zeitungen: Bereits am 22. Oktober 1805 hatte die britische Flotte ein Fischerboot getroffen, das die Nachricht nach Gibraltar brachte, die dort am 23. Oktober 1805 im Gibraltar Chronicle auf Englisch und Französisch publiziert wurde. Die Veröffentlichung gab einen Brief von Admiral Collingwood an den Gouverneur von Gibraltar Henry Edward Fox wieder, in dem die Schlacht beschrieben wurde. Erst am 26. Oktober 1805, fünf Tage nach der Schlacht, konnte Admiral Collingwood die Siegesbotschaft an Leutnant Lapenotiere übergeben, den Kommandanten eines kleinen Schoners, der auf dem Weg nach England war. Premierminister William Pitt und König George III. erhielten die Nachricht deshalb erst in den Morgenstunden des 6. November 1805, was die Publikation in The Times auf den 7. November 1805 verzögerte.

## Archiv
Nur zwei vollständige oder nahezu vollständige Bestände des Gibraltar Chronicle sind archiviert, und beide befinden sich in Gibraltar. Die Garnisonsbibliothek hält eine komplette Serie ab 1801 vor, darunter die Ausgabe mit der „Exklusivmeldung“ des Sieges bei Trafalgar. Eine nahezu vollständige Sammlung, bei der nur die ersten Jahre fehlen, gibt es in den Gibraltar Archives.